# Haole
Haole é um termo havaiano para indivíduos que não são nativos havaianos ou polinésios. No Havaí, pode significar qualquer estrangeiro ou qualquer outra coisa introduzida nas ilhas havaianas de origem estrangeira.
As origens da palavra são anteriores à chegada do capitão James Cook em 1778, conforme registrada em vários cânticos decorrentes da antiguidade. Suas conotações variaram de meramente descritivas a invectivas, enquanto hoje é frequentemente considerado pejorativo.